# Adolf Eichmann
Otto Adolf Eichmann, nemški častnik SS in vojni zločinec, * 19. marec 1906, Solingen, Nemško cesarstvo, † 31. maj 1962, Ramla, Izrael.
Nemški nacionalsocialistični stranki se je pridružil že leta 1932 in po vzponu stranke na oblast vstopil v sestavo Schutzstaffel (SS), kjer je sčasoma napredoval v Obersturmbannführerja (ustreznica podpolkovnika). Ker se je izkazal kot odličen organizator, ga je general Reinhard Heydrich pooblastil za logistiko »dokončne rešitve« - množično deportiranje Judov v geta in koncentracijska taborišča.
Po vojni mu je z lažnimi papirji uspelo pobegniti v Argentino, kjer je do leta 1960 živel pod lažno identiteto kot nadzornik v tovarni. Ko so ga končno odkrili obveščevalci, so ga ugrabili Mosadovi agenti in skrivoma prepeljali v Izrael. Tam je bil obsojen vojnih zločinov in zločinov proti človeštvu ter leta 1962 usmrčen z obešanjem.